# NOIR (韓国のアイドルグループ)
NOIR（ヌワール、朝: 느와르）は、韓国の9人組ボーイズグループ。2017年Mnetで放送されたPRODUCE 101シーズン2の出演者であるヨングク、ユンソン、ホヨンがメンバーに加わっている。

## 来歴

### 2018年
- 1月18日 - 自作リアリティ番組「Action Noir」にてデビュー発表[1]。
- 4月9日 - デビューミニアルバム「Twenty's Noir」でデビュー[2]。同日にソウル杏堂洞（ヘンダンドン）往十里(ワンシムニ) ENTER6メドゥーサホールでデビューショーケースを開催[3]。
- 10月1日 - 2ndミニアルバム「TOPGUN」発売[4]。

### 2019年
- 6月12日 - 3rdミニアルバム「ABYSS」発売。
- 9月6日 - 東京HY TOWN HALLでライブ「NOIR Live in Tokyo -LAST SUMMER-」開催[5]。

### 2020年
- 4月27日 - 4thミニアルバム「UP THE SKY:飛」発売[6]。

## メンバー
| 芸名       | 本名             | 本名     | 本名            | 生年月日               | 出身 | ポジション                   | 備考                                         |
| 芸名       | カタカナ         | ハングル | ローマ字        | 生年月日               | 出身 | ポジション                   | 備考                                         |
| ---------- | ---------------- | -------- | --------------- | ---------------------- | ---- | ---------------------------- | -------------------------------------------- |
| スンフン   | シン・スンフン   | 신승훈   | Shin Seung Hoon | 1993年5月30日（31歳）  | 韓国 | リーダー、ラッパー、ボーカル |                                              |
| ヨングク   | キム・ヨングク   | 김연국   | Kim Yeon Kuk    | 1995年2月28日（30歳）  | 韓国 | ボーカル                     | - PRODUCE 101シーズン2出演。（最終順位76位） |
| ジュニョン | イ・ジュニョン   | 이준용   | Lee Jun Yong    | 1995年3月1日（30歳）   | 韓国 | ボーカル                     |                                              |
| ユンソン   | ナム・ユンソン   | 남윤성   | Nam Yun Sung    | 1996年8月29日（28歳）  | 韓国 | ボーカル、ラップ             | - PRODUCE 101シーズン2出演。（途中降板）     |
| シホン     | キム・シホン     | 김시헌   | Kim Si Heon     | 1997年12月23日（27歳） | 韓国 | ボーカル                     |                                              |
| ホヨン     | リュ・ホヨン     | 유호연   | Ryu Ho Yeon     | 1998年2月6日（27歳）   | 韓国 | ボーカル、ラップ             | - PRODUCE 101シーズン2出演。（最終順位87位） |
| シハ       | ヤン・シハ       | 양시하   | Yang Si Ha      | 1998年3月9日（27歳）   | 韓国 | ボーカル                     |                                              |
| デウォン   | キム・デウォン   | 김대원   | Kim Dae Won     | 2000年4月18日（25歳）  | 韓国 | ボーカル、ダンス             |                                              |
| ミンヒョク | キム・ミンヒョク | 김민혁   | Kim Min Hyuk    | 1998年3月18日（27歳）  | 韓国 | ラップ、ダンス               |                                              |

## ディスコグラフィー

### ミニアルバム
- Twenty's Noir（2018年）
- TOPGUN（2018年）
- ABYSS（2019年）
- UP THE SKY:飛（2020年）